# Ar Rawdah (huyện)
Huyện Ar Rawdah là một huyện thuộc tỉnh Shabwah, Yemen. Đến thời điểm năm 2003, huyện này có dân số 27371 người